# Iran-Aseman-Airlines-Flug 6895
Auf dem Iran-Aseman-Airlines-Flug 6895 (Flugnummer IATA: EP6895, ICAO: IRC6895), einem internationalen Charterflug von Bischkek nach Teheran, der von der kirgisischen Itek Air für die Iran Aseman Airlines durchgeführt wurde, verunglückte am 24. August 2008 eine Boeing 737-219 Adv., als die Piloten kurz nach dem Start eine Umkehr zum Startflughafen versuchten. Bei dem Unfall kamen 65 von 90 Personen an Bord ums Leben. Es handelt sich um den schwersten Flugunfall in Kirgisistan.

## Flugzeug
Bei dem verunglückten Flugzeug handelte es sich um eine Boeing 737-219 Adv., die zum Zeitpunkt des Unfalls 28 Jahre und 3 Monate alt war. Die Maschine wurde im Werk von Boeing in Renton, Washington montiert und absolvierte am 16. Juni 1980 ihren Erstflug, ehe sie am 1. Juli 1980 mit dem Luftfahrzeugkennzeichen ZK-NAS neu an die Air New Zealand ausgeliefert wurde. Das Flugzeug trug die Werknummer 22088, es handelte sich um die 676. Boeing 737 aus laufender Produktion. Die Maschine wurde am 22. Juni 1995 mit dem US-amerikanischen Luftfahrzeugkennzeichen N318CM auf die Copa Airlines zugelassen. Im Juli 1995 wurde das Kennzeichen in das panamaische HP-1288CMP umgeändert. Im März 2003 übernahm die Phoenix Aviation aus Kirgisistan die Maschine und ließ sie mit dem neuen Kennzeichen EX-009 zu. Ab Dezember 2005 war die Maschine an die Fluggesellschaft AVE.com aus den Vereinigten Arabischen Emiraten zugelassen. Am 23. März 2006 übernahm die kirgisische Itek Air die Maschine. Das zweistrahlige Schmalrumpfflugzeug war mit zwei Triebwerken des Typs Pratt & Whitney JT8D-15 ausgestattet. Bis zum Zeitpunkt des Unfalls hatte die Maschine eine Gesamtbetriebsleistung von 60.014 Betriebsstunden absolviert, auf die 56.196 Starts und Landungen entfielen.

## Passagiere und Besatzung
Den Charterflug von Bischkek nach Teheran hatten 85 Passagiere angetreten. Es befand sich eine fünfköpfige Besatzung an Bord, bestehend aus einem Flugkapitän, einem Ersten Offizier, einer Purserin und zwei Flugbegleiterinnen.
- Der 57-jährige Flugkapitän Juri Gontscharow (* 10. Januar 1951) hatte 18.250 Stunden Flugerfahrung, wovon er 2.337 Stunden mit der Boeing 737-200 absolviert hatte.
- Der 34-jährige Erste Offizier Timofej Wodolagin (* 17. September 1973) hatte 4.531 Stunden Flugerfahrung und davon 881 Stunden mit der Boeing 737-200 absolviert.
- Die 43-jährige Purserette (* 19. Januar 1965) hatte 7.849 Stunden Flugerfahrung, darunter 3.104 in der Boeing 737-200.
- Die 40-jährige Flugbegleiterin (* 10. Januar 1968) hatte 10.016 Stunden Flugerfahrung, darunter 2.383 in der Boeing 737-200.
- Die 34-jährige Flugbegleiterin (* 2. November 1973) hatte von ihren 4.325 Stunden Flugerfahrung 1.077 Stunden in der Boeing 737-200 absolviert.

| Staatsangehörigkeit | Passagiere | Besatzung | Gesamt |
| ------------------- | ---------- | --------- | ------ |
| Iran                | 55         | –         | 55     |
| Kasachstan          | 3          | -         | 3      |
| Kirgisistan         | 25         | 5         | 30     |
| Volksrepublik China | 1          | -         | 1      |
| Türkei              | 1          | -         | 1      |
| Gesamt              | 85         | 5         | 90     |

## Unfallhergang

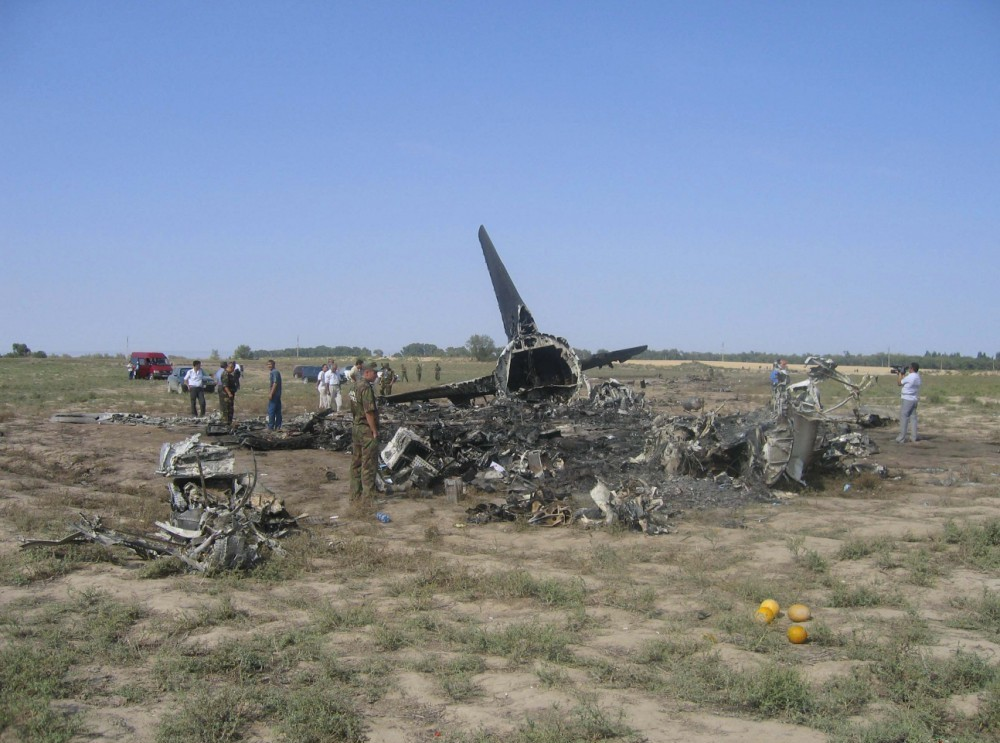
Absturzstelle

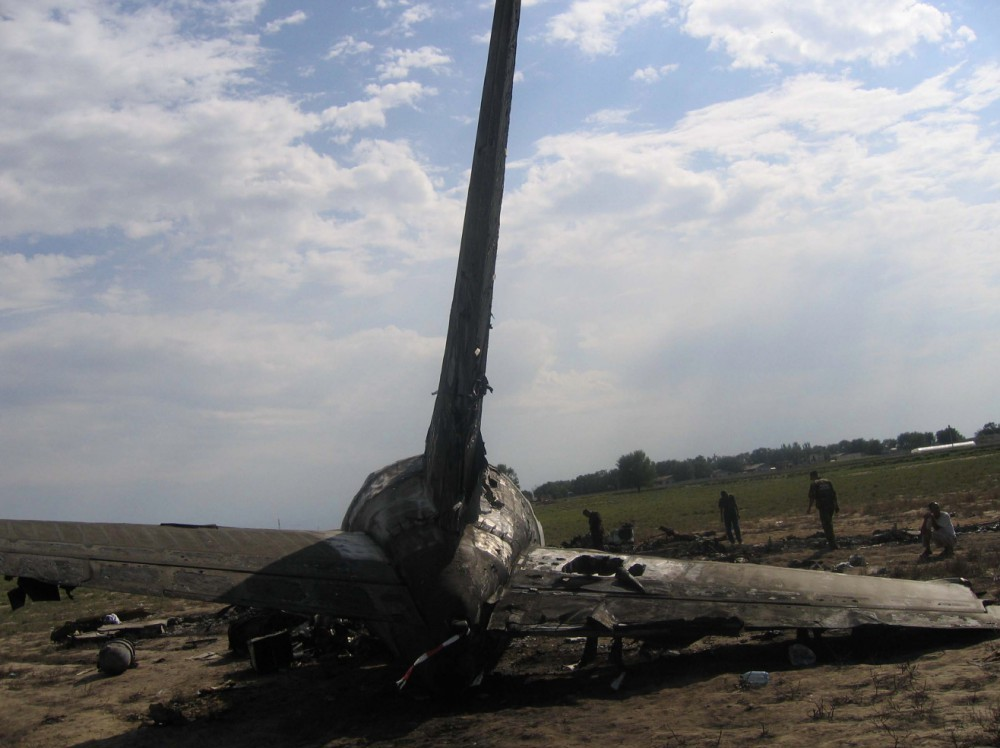
Leitwerk der Maschine nach dem Unfall

Die Maschine startete um 20:30 Uhr von der Startbahn 08 des Flughafens Manas bei Bischkek zu einem Charterflug nach Teheran. Als sich die Maschine sieben Minuten nach dem Start in einer Flughöhe von 3.000 Metern befand, erbat die Besatzung aus „technischen Gründen“ die Rückkehr zum Flughafen Manas, als sie anhand der Anzeigen erkennen konnte, dass eine der Kabinentüren nicht ordnungsgemäß geschlossen war und sich der Kabinendruck nicht wie vorhergesehen aufbaute.
Die Flugsicherung fragte die Besatzung, ob sie einen Anflug nach Sichtflugregeln durchführen werde, was die Piloten daraufhin bestätigten.
Als der Kapitän feststellte, dass die Fluggeschwindigkeit und Höhe für eine Landung zu hoch waren, beschloss er, in einer Entfernung von 6 Kilometern zum Flughafen einen Vollkreis nach links zu fliegen. Während der Kapitän die Kurve flog, versäumte er, die Flughöhe und die Vertikalgeschwindigkeit der Maschine zu beachten. Die Maschine streifte mit der linken Tragfläche den Boden und stürzte daraufhin ab, 7,8 Kilometer westnordwestlich des Flughafens. Die Piloten konnten zuvor aufgrund der nächtlichen Bedingungen keine visuellen Referenzpunkte am Boden erkennen. Zum Zeitpunkt des Aufpralls betrug der Rollwinkel 10 Grad nach links, das Fahrwerk war ausgefahren, die Auftriebshilfen waren auf 15 Grad eingestellt. Die Fluggeschwindigkeit betrug 160 Knoten.

## Nach dem Unfall
Die örtlichen Behörden wandten sich an die am Flughafen Manas in Bischkek stationierte United States Air Force, welche daraufhin Löschfahrzeuge und Feuerwehrpersonal zum Unfallort entsandte. Von den 90 Insassen der Maschine starben 65, darunter zehn Mitglieder der kirgisischen U18-Basketballmannschaft. Nur 25 Personen überlebten den Unfall, darunter 12 Iraner und 13 Kirgisier.

## Ursache
Nach dem Unfall übernahm das Zwischenstaatliche Luftfahrtkomitee (MAK) die Ermittlungen. Es konnte festgestellt werden, dass der Kapitän, welcher bei der Dunkelheit das Situationsbewusstsein und die räumliche Orientierung verloren hatte, unmittelbar vor dem Aufprall die Warnungen des Bodenannäherungswarnsystems ignorierte. Zu den Problemen mit dem Kabinendruck sei es gekommen, nachdem die rechte vordere Kabinentür nicht vollständig geschlossen worden war. Die Ermittler führten dies auf eine defekte Türdichtung zurück. Das MAK stellte fest, dass das Problem mit dem Kabinendruck keine sofortige Landung erforderte und auch nicht unmittelbar unfallursächlich gewesen war. Die Ermittler waren der Ansicht, dass die Besatzung nicht hinreichend für die Durchführung von Sichtflügen geschult war. Die Ermittler führten den Unfall darauf zurück, dass die Besatzung die Maschine hatte unter die Sicherheitsflughöhe absinken lassen. Die Besatzung habe dabei die Standardprozeduren für Sichtanflüge missachtet, so habe sie weder den Sichtkontakt mit der Landebahn noch mit sonstigen Referenzpunkten am Boden aufrechterhalten.